# Magyarországi színházak listája

## Hivatásos prózai színházak

### Más település
Hivatásos színházak társulattal
- Békéscsabai Jókai Színház, Békéscsaba
  - (Városházi esték, a Békéscsabai Jókai Színház Csabai nyár megnevezésű programsorozata)  Békéscsaba[1]
- Budaörsi Latinovits Színház
- Cervinus Teátrum, Szarvas
- Csiky Gergely Színház, Kaposvár
- Csokonai Színház, Debrecen
- Dunaújvárosi Bartók Kamaraszínház és Művészetek Háza, Dunaújváros
- Fedák Sári Színház, Budapest - Soroksár[2]
- Gárdonyi Géza Színház, Eger
- Győri Nemzeti Színház
- Hevesi Sándor Színház, Zalaegerszeg
- Jászai Mari Színház, Tatabánya
- Katona József Színház, Kecskemét
- Miskolci Nemzeti Színház
- Móricz Zsigmond Színház, Nyíregyháza
- Német Színház, Szekszárd
- Pannon Várszínház, Veszprém
- Pécsi Harmadik Színház
- Pécsi Nemzeti Színház
- Soproni Petőfi Színház
- Szegedi Nemzeti Színház
- Szigligeti Színház, Szolnok
- Turay Ida Színház, Budapest
- Veres 1 Színház, Veresegyház
- Veszprémi Petőfi Színház
- Vörösmarty Színház, Székesfehérvár
- Weöres Sándor Színház, Szombathely
- Zenthe Ferenc Színház, Salgótarján

Befogadó színházak és előadótermek, nyári színházak
- Agria Nyári Játékok, Eger
- Akropolisz Szabadtéri Színpad Miskolctapolca, Miskolc
- Balaton Kongresszusi Központ és Színház, Keszthely
- Bessenyei Ferenc Művelődési Központ, Hódmezővásárhely
- Budai Szabadtéri Színház
- Diósgyőri Vár, Miskolc
- Dóm tér, Szeged
- Esztergomi Várszínház, Esztergom
- Fertőrákosi Barlangszínház
- Gyulai Várszínház,  Gyula
- Hagymaház, Makó
- Jókai Mór Művelődési és Szabadidő Központ, Pápa
- Kalocsai Színház, Kalocsa
- Kálmán Imre Nyári Színház/Dél-Balatoni Kulturális Központ, Siófok
- Karneválszínház, Szombathely
- Keszthelyi Nyári Játékok,  Keszthely
- Kisvárdai Várszínház,  Kisvárda
- Komlói Súgólyuk Színház, Komló
- Körmendi Kastélyszínház, Körmend
- Kőszegi Várszínház,  Kőszeg
- Latabár Árpád Színház, Sátoraljaújhely
- Ludi Romani Nyári Játékok, Tác
- Malom Film-Színház, Jászberény[3][4]
- Művészetek Völgye, Kapolcs
- Nagyerdei Szabadtéri Színpad, Debrecen
- Nyíregyházi Szabadtéri Színpad, Nyíregyháza
- ÓMI "Olvasó" Zenés Színház, Ózd
- Páholy Lakásszínház, Debrecen
- Pelikán Kamaraszínház, Székesfehérvár
- Pelikán udvar, Székesfehérvár
- Siklósi Nyári Várszínház,  Siklós
- Siófoki Szabadtéri Színpad,  Siófok
- Szarvasi Vízi Színház,  Szarvas
- Szegedi Szabadtéri Játékok,  Szeged
- Szentendrei Teátrum,  Szentendre
- Szentesi Nyári Szabadtéri Színház, Szentes
- Váci Dunakanyar Színház, Vác
- Velencei Nyári Zenés Estek
- Versszínház
- Zalaegerszegi Nyári Színház
- Zsámbéki Nyári Színház,  Zsámbék

## Független színházak
Budapesten
- 7 Főszín Társulat (Szabad Színház)
- 21. Színház a Nevelésért Egyesület
- Andaxínház
- Aranyszamár Színház
- Art Plaza
- Artus
- Arvisura Színházi Társaság
- Atellana Táncszínház
- Atlantis Színház
- Atlasz Gábor Társulat
- Bácskai Júlia Pszichoszínháza
- Babszem Jankó Gyermekszínház
- Bakelit Multi Art Center
- Baltazár Színház
- Bálványos Társulat
- Budapesti Utcaszínház
- Budapesti Showszínház Archiválva 2019. november 25-i dátummal a Wayback Machine-ben
- Cerhara (Sátorosok) Kulturális és Művészeti Egyesület
- Csepeli Munkásotthon
- DNS Társulás
- Dollár Papa Gyermekei
- Dream Team Színház
- Éjszakai Színház
- Eleuszisz Színház
- Élőkép Színház
- E-Mancik Színházi Manufaktúra
- FAQ Színház
- Fészek Színház
- Figurina Animációs Kisszínpad
- Finita la Commedia (Civil Negyed ex)
- Fogi Színháza
- Formiusz Színházi Egyesület
- Forte Társulat
- FUN-GO Független Színházi Egyesület
- Füge Produkció
- Gólem Színház
- Gózon Gyula Kamaraszínház
- Gyermekszínházak Háza (Marczibányi Téri Művelődési Központ)
- Hattyú Dal Színház
- Híd Színház
- Holdvilág Kamaraszínház
- Hólyagcirkusz
- Junion Színház
- Jurányi Produkciós Közösségi Inkubátorház
- k2 Színház
- Kas Színház
- Kazán István Kamaraszínház
- Kerekasztal Színház
- Kincses Színház
- Kispesti Kisszínház
- Kompánia Színházi Társulat
- Körmendi Alternatív Színjátszó Társaság
- Kövesdi László (Álomgyár Társulás)
- Kókai János Társulat
- Kuckó Művésztanya
- KV Társulat
- Laser Theater
- Levendulaszínház
- Maladype – Találkozások Színháza
- Magyar Zenés Színház
- Maskarás Céh
- Mándy Ildikó Társulata
- Merlin Színház
- Mozgó Ház
- Mu Színház
- Nevesincs Színház (Theatrum Hungaricum)
- Nyitott Kör
- Paál István Stúdiószínház
- PanoDráma
- Pasztell Színház
- Picaro Művészeti Produkciós Műhely
- Pintér Béla és Társulata
- Polgári Kézműves Színkör, Zeneszínház a Bazilikánál
- Pont Műhely/ (a "/" jel az eredeti névben is szerepel!)
- Proton Színház
- PS Produkció
- R.S.9. Stúdiószínház
- Seethaler Teátrumi Esték
- Stúdió K Színház
- Spirit Színház
- STEREO AKT
- Szabad Ötletek Színháza
- Szárnyak Színháza
- Szentkirályi Színházi Műhely
- Szív Kamara Stúdiószínház
- Szkéné Színház
- TÁP Színház
- Térszínház
- "Tagione" Alapítvány Csengery Színháza
- Trambulin Színház
- Utolsó Vonal Művészeti Alapítvány
- Új Nemzeti Kamara Színház
- Vakrepülés Színtársulat
- Várszegi Tibor és Társulata
- Zugszínház

Vidéken
- Babits Mihály Kamaratársulat, Esztergom
- Berzsenyi Szinpad, Szombathely
- Civitas Pinceszínház, Sopron
- Déryné Vándorszíntársulat, Kaposvár
- Éjfél Színház, Gödöllő
- Éless Szín Csömör
- Ferrum Társulás, Szombathely
- Homo Ludens Project, Szeged
- Homo Ludens Zenés Színpad, Szombathely
- IVANCSICS ILONA és SZÍNTÁRSAI, Szentendre
- Janus Egyetemi Színház, Pécs
- KAS Színház, Sopron
- KonzervArtaudrium Színházi Műhely, Debrecen
- oDEon-ZeneTheatrum, Debrecen
- Pinceszínház, Szeged
- Pécsi Ifjúsági Színjátszó Társulat, Pécs
- Prospero Színkör, Székesfehérvár
- Roxínház Kaposvár
- Soltis Lajos Színház, Celldömölk
- Szabad Színház, Székesfehérvár
- Szamóca Színház, Torony[5]
- Szekér Színház, Leányfalu
- Teatro Capriccio Sátorszínház, Vigántpetend
- Weöres Sándor Regionális Színház, Szarvas

## Mozgás- és táncszínházak
- Artus
- Bozsik Yvette Társulat
- Budapest Balett
- Budapest Táncszínház
- Civilnegyed
- Duna Művészegyüttes (BM Duna Palota)
- Dunaújváros Táncszínháza
- ExperiDance Tánctársulat
- Ékszer Balett Táncegyüttes
- Énekes István (koreográfus)
- Frenák Pál Társulat
- Győri Balett (Győri Nemzeti Színház)
- Honvéd Táncszínház
- Közép-Európa Táncszínház
- L1 táncMűvek
- M. Kecskés András (Corpus)
- Magyar Állami Népi Együttes (Budai Vigadó)
- Magyar Fesztivál Balett
- Magyar Lovas Színház Komárom
- Magyar Nemzeti Balett (Magyar Állami Operaház)
- Még 1 Mozdulatszínház
- Nemzeti Táncszínház
- Pécsi Balett (Pécsi Nemzeti Színház)
- Sámán Színház
- Somi Panni és a Sivasakti Kalánanda Táncszínház
- Szegedi Kortárs Balett (Szegedi nemzeti Színház)
- TranzDanz
- Vision Dance Theater

## Bábszínházak
- Budapest Bábszínház
- BábSzínTér, Kaposvár
- Bóbita Bábszínház, Pécs
- Ciróka Bábszínház, Kecskemét
- Csodamalom Bábszínház, Miskolc
- Fabula Bábszínház
- Griff Bábszínház Zalaegerszeg
- Harlekin Bábszínház
- Kabóca Bábszínház, Veszprém
- Kincses Színház
- Kövér Béla Bábszínház, Szeged
- Maskara Társulat
- Mesebolt Bábszínház, Szombathely
- Mikropódium Családi Bábszínház
- Napsugár Bábszínház, Békéscsaba
- Nefelejcs Bábszínház
- Nevesincs Színház
- Óperenciás Bábszínház
- Theatrum Hungaricum
- Vaskakas Bábszínház, Győr
- Vojtina Bábszínház, Debrecen

## Színházi iskolák

### Színház-  és táncművészeti felsőoktatás
- Színház- és Filmművészeti Egyetem, Budapest
- Magyar Táncművészeti Egyetem, Budapest
- Kaposvári Egyetem Rippl-Rónai Művészeti Kar Színházi Intézet
- Pannon Egyetem Színháztudományi Tanszék, Veszprém

### Színitanodák
- Gecse Aréna Színitanoda
- Földessy Margit Színjáték- és Drámastúdió
- Bánfalvy Ági Nemzetközi Színészképző Stúdió
- GNM Színitanoda
- Szivárvány Színiiskola
- Lakner Bácsi Gyermekszínháza
- Pesti Magyar Színiakadémia
- Shakespeare Színiakadémia
- Patkós Irma Művészeti Iskola, Cegléd
- A Szolnoki Szigligeti Színház Stúdiója
- Theatrum Színiakadémia Művészeti Szakiskola
- Színitanház - Békéscsaba

### Középiskolák
- Nemes Nagy Ágnes Humán Szakközépiskola, Budapest[6]
- a Horváth Mihály Gimnázium drámatagozata, Szentes
- a Vörösmarty Mihály Gimnázium drámatagozata, Budapest
- a THÉBA Művészeti Szakközépiskola – "A" színház,[7] Budapest
- a Dráva Völgye Középiskola dráma tagozata, Barcs[8]
- a Debreceni Ady Endre Gimnázium dráma tagozata, Debrecen
- a Korányi Frigyes Gimnázium drámatagozata, Nagykálló
- Pécsi Művészeti Gimnázium és Szakgimnázium drámatagozata
- Keleti István Művészeti Iskola és Művészeti Szakgimnázium, Budapest
- Patkós Irma Művészeti Gimnázium, Szakgimnázium és AMI

## Kisebbségi nyelvű színházak
- Budapesti Német Színház/Deutsches Theater Budapest
- Cervinus Teátrum Szarvas, szlovák
- Duende (színház), roma
- Deutsche Bühne Ungarn, Szekszárd, német
- Dom Otwarty, Budapest, lengyel, amatőr
- Első Magyarországi Ukrán Színház, amatőr
- Gyulai Román Kulturális Központ Amatőr Színjátszó Csoportja/Trupa de Amator al Centurului Cultural Românesc din Giula
- Hókirálynő Meseszinpad/Jivendeski Karjaskie, Bp, roma, amatőr
- Magyarországi Szerb Színház, Budapest-Lórév
- Malko Teatro, Budapest, bolgár
- Neaniki Szkini, Budapest, görög amatőr
- Nindrik-Indrik, Felsőszölnök, szlovén, amatőr
- Pécsi Horvát Színház/Hrvastko  Kazalište u Pečuhu
- Szarvasi Szlovák Színház/ Sarvašské Slovenské Divadlo, amatőr
- Tetrul Vis, román
- Vertigo, Budapest, szlovák

## Fesztiválok
- Alternatív Színházi Szemle, Budapest
- Arcus, Budapest, nemzetiségi hivatásos és amatőr találkozó
- Deszka Fesztivál, Debrecen, kortárs magyar színművek fesztiválja
- Határon túli esték, Budapest (Thália Színház)
- Határon túli magyar színházak fesztiválja, Kisvárda
- Magma, Dunaújváros
- Magyar Stúdiószínházi Műhelyek, Budapest (Bárka Színház)
- Miskolci Nemzetközi Operafesztivál (Bartók+)
- Nemzetközi Bábfesztivál, Békéscsaba
- Nemzetközi Gyermekszínházi Találkozó, Kaposvár
- Nemzetközi Kolibri Fesztivál, Budapest (Kolibri Színház)
- Nemzetközi Monodráma Fesztivál, Eger
- Szárnyas Sárkány Nemzetközi Utcaszínházi Fesztivál, Nyírbátor
- Nyílt Fórum, Pécs, a POSZT keretében
- Operettfesztivál, Budapest, Fővárosi Operettszínház
- Pécsi Országos Színházi Találkozó - POSZT
- Soros Stúdiószínházi Napok
- Szabad Színházak Nemzetközi Találkozója/TEALTER, Szeged
- Vidéki Színházak Találkozója, Budapest
- Vidor Fesztivál, Nyíregyháza

## Színházi szervezetek
- A Nemzetközi Színházi Intézet Magyar Központja
- Dramaturg Céh
- Drámaíró Kerekasztal
- EJI - Előadóművészi Jogvédő Iroda
- FESZ - Független Előadó-művészeti Szövetség
- KÁVA Kulturális Műhely
- Magyar Drámapedagógiai Társaság
- Magyar Színházi Társaság
- Magyar Teátrumi Társaság
- MASZK Színészkamarai Egyesület
- Országos Diákszínjátszó Egyesület
- Spiritusz Gyermek- és Ifjúsági Színházi Egyesület
- SZÍDOSZ, Színházi Dolgozók Szakszervezete
- Színjátékosok és Pedagógus Drámajátszók Fóruma
- Újpesti Irodalmi, Színház és Filmművészeti Tehetségkutató Központ

### Színházi alapítványok
- Ivánka Csaba Alapítvány
- Domján Edit Alapítvány
- Új Színházért Alapítvány
- Orkesztika Alapítvány
- Segítsünk Alapítvány
- Varázshangok Gyermekkar Alapítvány
- Zenés Színházért Közhasznú Alapítvány

### Színházi gyűjtemények
- Országos Színháztörténeti Múzeum és Intézet
- Országos Színháztörténeti Tár – OSZK
- Színháztörténeti és Színészmúzeum (Miskolci Galéria)

## Lásd még
- A kisebbségi magyarság színházainak listája
- Színház